# Sarcophyton (orchidée)
Cet article concerne un genre d'orchidées, pour le genre d'Anthozoaires, voir Sarcophyton
.
Genre
Classification phylogénétique
Sarcophyton est un genre de plantes de la famille des Orchidaceae, créé en 1972 par Garay pour y transférer trois espèces d'orchidées. Ce genre contient trois espèces connues originaires de Taiwan et des Philippines,,.

## Liste d'espèces
- Sarcophyton crassifolium (Lindl. & Paxton) Garay - Philippines
- Sarcophyton pachyphyllum (Ames) Garay - Philippines
- Sarcophyton taiwanianum (Hayata) Garay - Taiwan